# Ian Wannamaker
Ian Wannamaker (* 24. April 1981 in Toronto, Ontario, Kanada) ist ein ehemaliger kanadisch-neuseeländischer Eishockeyspieler und heutiger -trainer, der seine gesamte aktive Karriere beim Botany Swarm in der New Zealand Ice Hockey League verbrachte.

## Karriere
Ian Wannamaker, der in Kanada geboren wurde, verbrachte seine gesamte Karriere als Eishockeyspieler beim Botany Swarm, für den er in der New Zealand Ice Hockey League auf dem Eis steht. 2007, 2008, 2010, als er als wertvollster Spieler des Endspiels gegen die West Auckland Admirals ausgezeichnet wurde, und 2011 gewann er mit der Mannschaft aus Auckland die neuseeländische Landesmeisterschaft. Nach dem Karriereende war er 2017 Assistenztrainer des Botany Swarm.

### International
Mit der Nationalmannschaft Neuseelands nahm Wannamaker an den Weltmeisterschaften der Division II 2010, 2011, 2012, 2013 und 2015 teil.

## Erfolge und Auszeichnungen
- 2007 Neuseeländischer Meister mit dem Botany Swarm
- 2008 Neuseeländischer Meister mit dem Botany Swarm
- 2010 Neuseeländischer Meister mit dem Botany Swarm und wertvollster Spieler des Endspiels
- 2011 Neuseeländischer Meister mit dem Botany Swarm

## NZIHL-Statistik
(Stand: Ende der Saison 2015)